# Мозаку
Мозаку (рум. Mozacu) — село у повіті Арджеш в Румунії. Входить до складу комуни Неграші.
Село розташоване на відстані 76 км на захід від Бухареста, 36 км на південний схід від Пітешть, 111 км на схід від Крайови, 121 км на південь від Брашова.

## Населення
За даними перепису населення 2002 року у селі проживали 408 осіб, усі — румуни. Усі жителі села рідною мовою назвали румунську.